# سی‌اس‌اس چارلستون
سی‌اس‌اس چارلستون (به انگلیسی: CSS Charleston) یک کشتی بود که طول آن ۱۸۹ فوت (۵۷٫۶ متر) بود. این کشتی در سال ۱۸۶۳ ساخته شد.